# 캣 코이로
캣 코이로(Kat Coiro)는 감독, 작가, 프로듀서이다.

## 작품 목록

### 영화
- 메리 미 (2022) - 연출
- 위그 샵 (2016년)
- 온리 포 유 (2013, A Case of You)
- 디파처 데이트 (2012년)
- 우리 사랑하는 동안 (2012년) - 연출
- 라이프 해픈스 (2011년) - 연출
- 스몰 타운 뉴스 (2008년)

### 텔레비전
- 변호사 쉬헐크 (2022)